# Primera División femenina de waterpolo 2019-20
La temporada 2019-20 de la Primera División femenina de waterpolo es disputada por once equipos de España. La competición está organizada por la Real Federación Española de Natación.

## Equipos
| Equipo                           | Localidad               | Comunidad Autónoma |
| -------------------------------- | ----------------------- | ------------------ |
| Real Canoe Natación Club         | Madrid                  | Madrid             |
| Leioa Waterpolo                  | Lejona                  | País Vasco         |
| AR Concepción Ciudad Lineal      | Madrid                  | Madrid             |
| Club Waterpolo Dos Hermanas      | Dos Hermanas            | Andalucía          |
| WP 98 02                         | Pamplona                | Navarra            |
| Escuela Waterpolo Zaragoza B     | Zaragoza                | Aragón             |
| Club Natación Cuatro Caminos     | Madrid                  | Madrid             |
| AE Santa Eulalia                 | Hospitalet de Llobregat | Cataluña           |
| Club Natación Ciudad de Alcorcón | Madrid                  | Madrid             |
| Unió Esportiva Horta             | Barcelona               | Cataluña           |
| Waterpolo Marbella               | Marbella                | Andalucía          |

## Clasificación
| | Equipo                        | Puntos | J  | G  | E | P  | GF  | GC  | DG   |
| --- | ----------------------------- | ------ | -- | -- | - | -- | --- | --- | ---- |
| 1 | A.R. CONCEPCION CIUDAD LINEAL | 40     | 15 | 13 | 1 | 1  | 214 | 144 | 70   |
| 2 | Leioa Waterpolo               | 37     | 16 | 12 | 1 | 3  | 204 | 144 | 60   |
| 3 | REAL CANOE N.C.               | 31     | 16 | 10 | 1 | 5  | 170 | 133 | 37   |
| 4 | Waterpolo 98 02               | 30     | 16 | 10 | 0 | 6  | 153 | 164 | -11  |
| 5 | U.E. HORTA                    | 27     | 15 | 8  | 3 | 4  | 182 | 149 | 33   |
| 6 | A.E. SANTA EULALIA            | 22     | 15 | 7  | 1 | 7  | 193 | 173 | 20   |
| 7 | C.N. CUATRO CAMINOS           | 20     | 16 | 6  | 2 | 8  | 167 | 155 | 12   |
| 8 | C.N. CIUDAD DE ALCORCON       | 17     | 15 | 5  | 2 | 8  | 110 | 126 | -16  |
| 9 | Club Waterpolo Dos Hermanas   | 16     | 14 | 5  | 1 | 8  | 134 | 134 | 0    |
| 10 | Waterpolo Marbella            | 3      | 15 | 1  | 0 | 14 | 115 | 202 | -87  |
| 11 | Escuela Waterpolo Zaragoza B  | 3      | 15 | 1  | 0 | 14 | 101 | 219 | -118 |
| Fuente: Federación Española de Natación: Clasificación de la Primera División femenina de waterpolo; actualización automática |                               |        |    |    |   |    |     |     |      |